# Hal Holbrook
Harold Rowe "Hal" Holbrook, Jr., född 17 februari 1925 i Cleveland i Ohio, död 23 januari 2021 i Los Angeles, Kalifornien, var en amerikansk skådespelare.

## Biografi

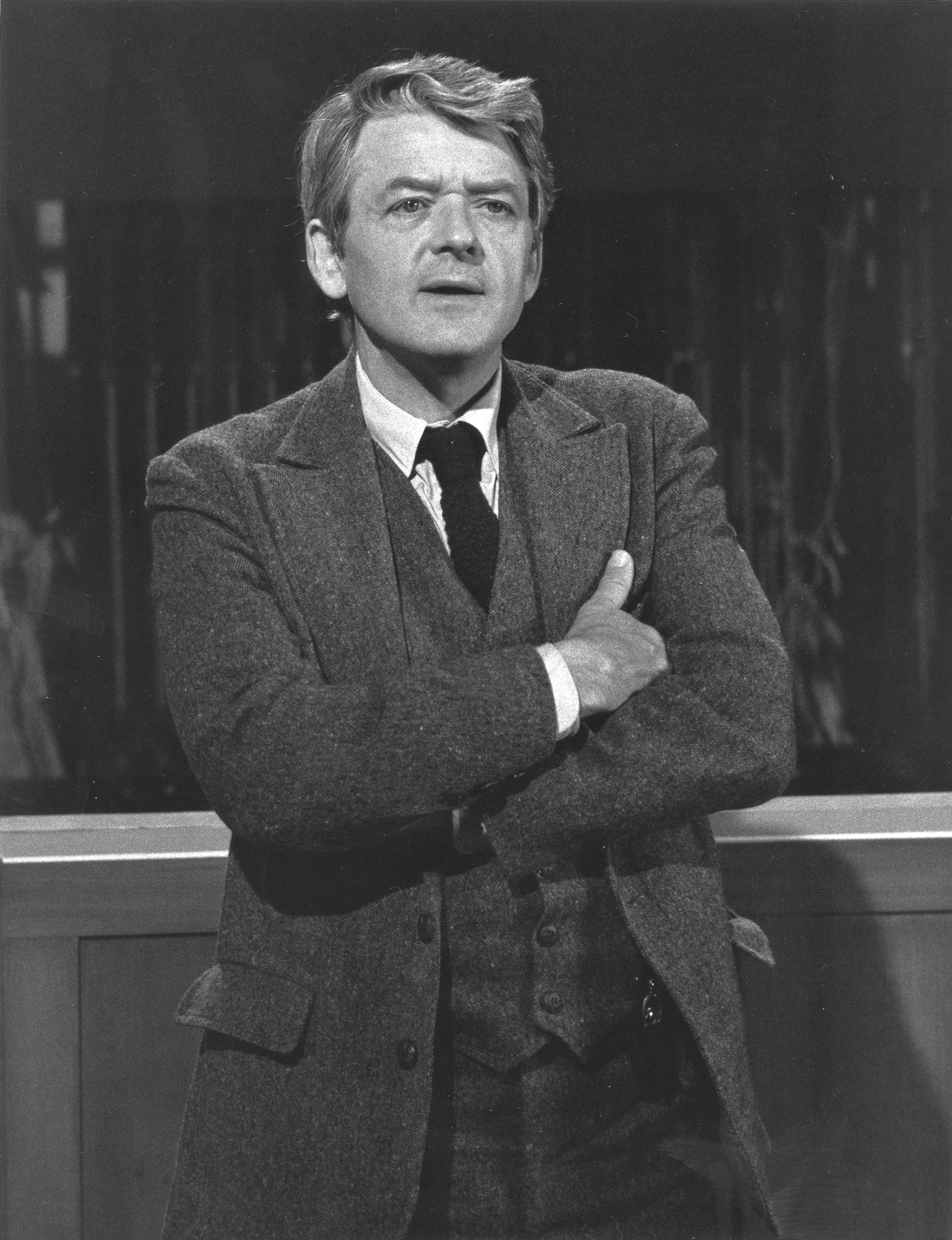
Hal Holbrook 1977.

När Hal Holbrook var två år övergavs han av sina föräldrar och växte istället upp hos olika släktingar. I slutet av 1950-talet flyttade han till New York och började uppträda på nattklubbar innan han gjorde succé off-Broadway med sin enmansföreställning Mark Twain Tonight!. Genom åren har han främst framträtt på scen och betraktas som en av de främsta amerikanska teaterskådespelarna i sin generation. Under hela sin karriär har Holbrook endast medverkat sporadiskt i film och TV, hans kanske mest kända filmroll är som "Deep Throat" i Alla presidentens män (1976).

## Filmografi (urval)
- 1966 – Gänget
- 1970 – Det stora vita hoppet
- 1973 – Magnum Force
- 1973 – Måsen (röst, okrediterad)
- 1976 – Alla presidentens män
- 1976 – Slaget om Midway
- 1977 – Julia
- 1978 – Capricorn One
- 1980 – Dimman
- 1982 – Creepshow
- 1983 – Den inre cirkeln
- 1985–1986 – Nord och Syd (TV-serie)
- 1987 – Wall Street
- 1988 – Judas Kiss
- 1989 – Fletch är tillbaka
- 1993 – Firman
- 1997 – Herkules (röst)
- 1997 – Katter dansar inte (röst)
- 1998 – Blodsband
- 1999 – The Bachelor
- 2000 – Men of Honor
- 2000 – Waking the Dead
- 2001 – The Majestic
- 2003 – Shade
- 2007 – Into the Wild
- 2008 – Killshot
- 2009 – That Evening Sun
- 2010–2014 – Sons of Anarchy (TV-serie) (fem avsnitt)
- 2011 – Water for Elephants
- 2012 – Lincoln
- 2012 – Promised Land
- 2014 – Flygplan 2: Räddningstjänsten (röst)

## Teater

### Roller
| År   | Roll                                           | Produktion                                                           | Regi            | Teater                                        |
| ---- | ---------------------------------------------- | -------------------------------------------------------------------- | --------------- | --------------------------------------------- |
| 1961 | Mannen                                         | Do You Know the Milky Way? Karl Wittlinger, Alex Fry och Lyon Phelps | Herbert Berghof | Billy Rose Theatre, New York, USA             |
| 1963 | Abe Lincoln                                    | Abe Lincoln in Illinois Robert E. Sherwood                           | Stuart Vaughan  | Anderson Theatre, New York, USA               |
| 1964 | Pastor Haley Barnes Quentin                    | After The Fall Arthur Miller                                         | Elia Kazan      | ANTA Washington Square Theatre, New York, USA |
| 1964 | Marco Polo                                     | Marco Millions Eugene O'Neill                                        | José Quintero   | ANTA Washington Square Theatre, New York, USA |
| 1964 | En major                                       | Incident at Vichy Arthur Miller                                      | Harold Clurman  | ANTA Washington Square Theatre, New York, USA |
| 1965 | Monsieur Loyal                                 | Tartuffe Molière                                                     | William Ball    | ANTA Washington Square Theatre, New York, USA |
| 1965 | Jim O'Connor                                   | The Glass Menagerie Tennessee Williams                               | George Keathley | Brooks Atkinson Theatre, New York, USA        |
| 1966 | Mark Twain                                     | Mark Twain Tonight! Mark Twain                                       | Hal Holbrook    | Longacre Theatre, New York, USA               |
| 1967 | Adam Captain Sanjar Flip, the Prince, Charming | The Apple Tree Jerry Bock och Sheldon Harnick                        | Mike Nichols    | Shubert Theatre, New York, USA                |
| 1968 | Gene Garrison                                  | I Never Sang for My Father Robert Anderson                           | Alan Schneider  | Longacre Theatre, New York, USA               |
| 1968 | Don Quijote                                    | Man of La Mancha Dale Wasserman, Mitch Leigh och Joe Darion          | Albert Marre    | Martin Beck Theatre, New York, USA            |
| 1969 | Mr. Winters                                    | Does a Tiger Wear a Necktie? Don Petersen                            | Michael Schultz | Belasco Theatre, New York, USA                |
| 1977 | Mark Twain                                     | Mark Twain Tonight! Mark Twain                                       | Hal Holbrook    | Imperial Theatre, New York, USA               |
| 1983 | Jake L. Bowsky                                 | Buried Inside Extra Thomas Babe                                      | Joseph Papp     | Joseph Papp Public Theater, New York, USA     |
| 1984 | Frank Elgin                                    | The Country Girl Clifford Odets                                      | Richard Thomsen | Chelsea Playhouse, New York, USA              |
| 1990 | Kung Lear                                      | King Lear William Shakespeare                                        | Gerald Freedman | Union Square Theatre, New York, USA           |
| 1997 | Senator Alan Hughes                            | An American Daughter Wendy Wasserstein                               | Daniel Sullivan | Cort Theatre, New York, USA                   |
| 2005 | Mark Twain                                     | Mark Twain Tonight! Mark Twain                                       | Hal Holbrook    | Brooks Atkinson Theatre, New York, USA        |

### Regi
| År   | Produktion          | Upphovsmän                          | Teater                                 |
| ---- | ------------------- | ----------------------------------- | -------------------------------------- |
| 1966 | Mark Twain Tonight! | Mark Twain Bearbetning Hal Holbrook | Longacre Theatre, New York, USA        |
| 1977 | Mark Twain Tonight! | Mark Twain Bearbetning Hal Holbrook | Imperial Theatre, New York, USA        |
| 2005 | Mark Twain Tonight! | Mark Twain Bearbetning Hal Holbrook | Brooks Atkinson Theatre, New York, USA |